# Kal'at Džarmo
Kal'at Džarmo je archeologická lokalita raného a středního neolitu v severovýchodním Iráku při hranicích s Íránem východně od Kirkúku, v nadmořské výšce 800 m. Ve své první fázi (asi od vrstvy 16 do vrstvy 6) dala název samostatné raně neolitické džarmské kultuře, jejíž datace sahá minimálně k roku 7000 př. n. l. Jako první prozkoumal Kal'at Džarmo Robert J. Braidwood z Chicagské univerzity, který se zaměřoval v 50. letech 20. století na paleobotanický průzkum se zřetelem k počátkům zemědělské produkce. Prvotní analýzu keramiky provedl Fred Matson.

## Raný neolit
Kal'at Džarmo byla vesnice čítající asi 20 až 25 obdélníkových domů ze sušené hlíny (taufu) o více místnostech. Původně měly otevřené krby, později pece s komínem. Celková rozloha vesnice byla asi 12 až 16 tisíc čtverečních metrů. Společnost stojí na přechodu od lovu a sběru, který dosud převládá, k zemědělství. Je doloženo pěstování dvojzrnné i jednozrnné pšenice, ječmene a luštěnin – fazole, čočky a hrachu, chová se koza domácí.
Kamenné nástroje také svědčí o pěstování obilí, jde o srpové čepelky a zrnotěrky, drobné geometrických tvary jiných nálezů zase dokazují přetrvávající význam lovu. Část nástrojů je vyrobeno ze západu dovezeného obsidiánu.

## Starý neolit
Kal'at Džarmo je osídleno i v dalším období, které je významné tím, že se zde objevuje keramika, která se pak šíří i do okolních míst. Původně sem přichází asi od východu z Luristánu (Tepe Guran). Vlastní džarmský styl keramiky je mladší a vyznačuje se šikmými malovanými liniemi se střídavými rozšířeninami. V Tepe Guranu byla později zase oplátkou převzata. V Džarmu začíná domestikace prasete.